# Batalla de Aragua de Barcelona
La Batalla de Aragua de Barcelona fue un enfrentamiento militar librado en el contexto de la Guerra de Independencia de Venezuela el 17 de agosto de 1814 entre las fuerzas de la Segunda República de Venezuela y del Imperio español.

## Antecedentes
Tras la victoria de José Tomás Boves en la Segunda Batalla de La Puerta (15 de junio), los patriotas iniciaron la Emigración a Oriente, evacuaron Caracas el 6 de julio. Boves estaba ocupado en el Segundo Asedio de Valencia (Venezuela) y envió a su segundo, Francisco Tomás Morales, a perseguir a los fugitivos. El 29 de julio los refugiados llegan a Barcelona tras sufrir miles de muertos. Morales avanza por el Alto Llano, zona llena de guerrilleros, tenía órdenes de Boves de reclutar a todos los que pudiera.  Entre tanto, el 24 de junio Santiago Mariño estaba en Barcelona, Margarita y Cumaná concentrando una fuerza.
Poco después de su arribo, Bolívar supo que Morales se aproximaba con una poderosa fuerza y empezó a reunir entre los restos de su ejército, los refugiados y los residentes locales 2000 hombres. A estos se sumaron 1000 reclutas de Cumaná traídos por el coronel José Francisco Bermúdez por orden de Santiago Mariño. Mariño ordenó a Manuel Cedeño y José Tadeo Monagas reclutar dos escuadrones en Maturín y volver a Aragua, mientras él siguió al este con rumbo a Cumaná y Margarita. Bermúdez llegó primero a la villa y fortifico el pueblo, hizo construir trincheras, cavar fosos y acumular provisiones. En las estrechas calles de la ciudad la superior caballería llanera quedaría anulada y los reclutas no podrían desertar, pero también quedaría encerrado y sin esperanzas de rescate.
Bolívar llegó el 13 o 14 de agosto e inicialmente intento convencer a Bermúdez de retroceder por la falta de municiones y tropas. El coronel se negó y empezó a fraguar un plan. Quería establecer las líneas defensivas entre el río Aragua y la villa, zona pantanosa. Era fácil establecer una guarnición y dejar una reserva en Aragua, que podía llegar rápidamente. Los caminos eran estrechos y apenas uno principal y dos menores en los flancos. Posiblemente no ganarían pero desgastarían al enemigo y podrían retirarse a tiempo para proteger sus fuerzas. Luego, la caballería de Bermúdez atacaría cuando Morales chocara con las defensas. El coronel oriental se opuso, la peor parte de la lucha se la llevarían sus jinetes. Prefería atrincherarse en las calles de Aragua, pero eso implicaba anular la capacidad de maniobra de sus jinetes. Bermúdez se negó y se atrincheró en la plaza con sus orientales. El jefe de su Estado Mayor era el joven Antonio José de Sucre.

## Fuerzas enfrentadas
El historiador chileno Francisco Antonio Encina creía que durante su marcha por el Alto Llano, Morales pasó de mandar 2000 hombres a más de 4000 gracias a los guerrilleros reclutados. En cambio, Juan Tadeo Monagas, oficial del ejército patriota, afirma que los realistas eran más de 5000. El historiador venezolano Édgar Esteves González hablaba de 6000. El militar del mismo país, Feliciano Montenegro Colón, sostuvo que eran más de 8000. Esta última estimación es seguida por el historiador chileno Francisco Rivas Vicuña, el venezolano Nicolás González Chávez y Mariano Torrente.
Respecto de los patriotas, Torrente los eleva a 6000, pero Montenegro Colón lo niega y reduce los combatientes republicanos a 3000. Este número es seguido por varios historiadores, como Esteves González y Rivas Vicuña. Solamente Monagas eleva el número a 4000 hombres. Encina menciona que Mariño envió refuerzos desde Oriente, como Cumaná y Barcelona, en forma gradual, unos 1000 en total. Luego se les sumaron los sobrevivientes de La Puerta, menos de 2200 soldados de Oriente y Occidente. El cubano Antonio Núñez Jiménez rebaja el número a 2500 republicanos.

## Batalla
A las 5:00 horas del 17 de agosto Morales cruzó el río con su infantería, bien pertrechada y dirigida por oficiales disciplinados. No pudo llegar por el camino principal pero su caballería flanqueaba las defensas por un paso que Bermúdez había dejado desguarnecido. A las 9:00 los patriotas fueron empujados a las calles de Aragua, resistiendo ferozmente cuanto pudieron. A las 12:00 Bolívar escapó para Cumaná por el camino hacia Barcelona con 400 sobrevivientes, y Bermúdez huye a Maturín a las 15:00 con las columnas de José Tadeo Monagas, Pedro Zaraza y Manuel Cedeño que serán las bases de las fuerzas en el resto de la campaña.
Durante la batalla el batallón Caracas fue aniquilado. Los restos del Ejército de Occidente, salvados por Bolívar en La Puerta, encontraron su fin. Para seguir la lucha se debía continuar la lucha en las provincias de Margarita y Barcelona. Según Encina, los llaneros masacraron a más de 3700 soldados enemigos y civiles, y los realistas sufrieron 1011 muertos y 832 heridos. Los realistas pasaron a cuchillo a los prisioneros y vecinos, sin respetar edad o sexo, asesinado incluso en la iglesia local. Morales salió a Maturín, deja a cargo al gobernador José Martín quien continuó degollando, hasta 1000 personas ejecutó. En cambio, Montenegro Colón afirmaba que los monárquicos dejaron en el campo 1000 muertos y 2000 heridos. Por último, Torrente decía que los rebeldes sufrieron 3700 muertos y 730 heridos, quedando en poder de los vencedores 2 cañones y todos los fusiles, equipajes y municiones; entre los caídos estaba un batallón formado por 800 jóvenes patricios de Caracas que fue completamente exterminado con su comandante Pedro Salías Nuevamente Montenegro Colón niega estos datos y sostiene que todo herido capturado fue inmediatamente ejecutado. Torrente también sostenía que los vencedores padecieron más de 1000 muertos y 840 heridos.

## Consecuencias
Los restos del ejército republicano, unos 200 hombres, se unieron a la columna de refugiados, se decidió abandonar Barcelona por las pocas municiones y viajaron a Cumaná. Cinco días después Bolívar y Mariño celebraron un consejo de guerra, ellos querían retirarse a Güiria, si eran vencidos nuevamente bien podían escapar a la colonia británica de isla Trinidad, pero los oficiales más exaltados querían unirse a Bermúdez en Maturín y se impusieron. Ambos generales zarparon rumbo a la isla Margarita. Se debe mencionar que antes de iniciar la retirada los patriotas saquearon todas las reliquias de oro y plata de las iglesias caraqueñas para evitar que cayeran en manos realistas.
El tesoro fue posteriormente embarcado en la flota del corsario Giovanni Bianchi quien terminó quedándoselo. Al llegar a Pampatar el 25 de agosto, Mariño y Bolívar son desconocidos como autoridades legítimas por el coronel Manuel Piar, que les impide desembarcar. Volvieron a Cariaco, donde el general José Félix Ribas se proclama Jefe Supremo de Occidente y pide que Piar sea nombrado Jefe Supremo de Oriente (2 de septiembre). Bolívar y Mariño deben exiliarse en Cartagena de Indias, donde llegan el 19 de septiembre. En cuanto salen de Venezuela la Asamblea de Cumaná los destituye (3-4 de septiembre). Ribas, Piar y Bermúdez intentaron coordinar sus esfuerzos para vencer a los monárquicos, pero sus rivalidades personales les llevaron a ser vencidos.